# Twierdzenie przeciwstawne
Uzasadnienie:  bliska tematyka przy małych objętościach, przykład innych wersji językowych 
Twierdzenie przeciwstawne, także kontrapozycja lub transpozycja – zdanie orzekające wynikanie zaprzeczenia założenia z zaprzeczenia tezy. Twierdzeniem przeciwstawnym do twierdzenia jeżeli A, to B jest zdanie jeżeli nieprawda, że B, to nieprawda, że A.
Przykładowo kontrapozycjami twierdzeń:
Jeżeli pada deszcz, to ludzie wyciągają parasole.
Jeżeli trawa jest zielona, to 2 + 2 = 5.
są odpowiednio:
Jeżeli ludzie nie wyciągają parasolów, to znaczy, że nie pada.
Jeżeli 2 + 2 ≠ 5, to trawa nie jest zielona.
Kontrapozycja to połączenie obwersji z konwersją.